# WASP-189b
WASP-189b (hay còn gọi tên khác của HD 133112b) là một ngoại hành tinh có chu kỳ quỹ đạo quay xung quanh sao chủ WASP-189 (HD 133112) chưa đầy 3 ngày và cách Trái Đất 322 năm ánh sáng trong chòm sao Thiên Bình.

## Khám phá và đặc điểm
WASP-189b lần đầu tiên được phát hiện vào năm 2018 và đến năm 2020 các nhà khoa học đã sử dụng kính viễn vọng CHEOPS thực hiện nghiên cứu về ngoại hành tinh này. Dựa trên thông tin về sao chủ, nhiệt độ của hành tinh này ước tính khoảng 3.200 °C (5.790 °F; 3.470 K), đủ để biến sắt thành dạng khí. Dựa trên sự quá cảnh của sao chủ, hành tinh này có bán kính gấp 1,6 lần bán kính của Sao Mộc (hành tinh to nhất trong Hệ Mặt Trời). Theo đường cong quỹ đạo, có thể nhận định rằng hành tinh này lớn hơn và mát hơn ở xích đạo hơn là ở hai cực, khiến cho hai cực của hành tinh này trông sáng hơn. Thêm một sự bất đối xứng nữa là quỹ đạo của hành tinh này có độ nghiêng rất lớn, khiến cho nó có mặt ngày vĩnh viễn, luôn tiếp xúc ánh sáng sao chủ và mặt đêm vĩnh viễn.
Các nhà khoa học tin rằng không có đám mây nào hiện gần WASP-189b vì theo lý thuyết, không có đám mây nào có thể hình hành nhiệt độ cao tới như vậy.
Theo ông Lendi, ngôi sao mà WASP-189b quay quanh khác nhau Mặt Trời. Nó lớn hơn đáng kể và nóng hơn Mặt Trời của chúng ta hơn 2.000 độ C. Vì quá nóng, ngôi sao này có màu xanh lam thay vì màu trắng vàng như Mặt Trời.